# 林斑小鸮属
林斑小鸮属（学名：Heteroglaux）是鸱鸮科下的一个属。

## 下属物种
本属包括以下物种：
- 林斑小鸮 Heteroglaux blewitti Hume, 1873